# 爆炸地震效应
爆炸地震效应（英語：seismic effect of explosions）是指因炸药在岩层或土壤层中爆炸而对地层和建筑物产生同天然地震相似的影响。爆炸地震波在传播过程中由于介质阻尼的作用，其能量产生持续衰减，并且随着传播距离增大，振幅降低，振动持续时间变长。这种地震波可能对距离爆炸中心较远处的结构产生不利影响，甚至引起破坏，故其潜在的危险性被认为是爆炸附属动力学现象的一个基本研究内容。

## 研究历史
在地下进行爆破工作时会导致地面发生强烈震动，这种震动往往会对地面结构产生影响。但由于爆破震动问题十分复杂，长期以来对工程结构的动力分析基本都是采用单一的地面震动参数作为安全评估的标准。这一标准虽然操作、应用简便，但由于该判据只考虑到影响地面爆破地震强度的主要因素是爆心距和药量，而影响爆破地震强度和地震波特征的主要因素还有介质体物理力学参数和传播途径等，因此存在着很大的局限性。另外，对于同一建筑物而言，即使两次爆破的地震动峰值速度相同，但频率不同时，引起的破坏程度也会随之不同。大量的工程案例显示，在爆破工程中峰值震动速度并未超过安全判据却能造成结构造成结构失稳、开裂变形等问题。与此相反，也有大量的案例显示在爆破地震安全判据严重超过现有允许值却也可以发生对建筑物构成无任何威胁的情况。因此，探索爆炸地震效应的相关理论、定义和概念，尤其是对爆破地震安全判据中的某些问题进行研究十分必要。

## 破坏强度与震速的关系
萨道夫斯基曾提出过爆炸地震波破坏的强度取决于地震波质点运动的速度，用公式表达即为{\displaystyle v=k{\sqrt[{3}]{Q}}}，其中v代表速度、k代表经验系数、Q代表爆破中的装药量。而1978年，伦德伯格在萨道夫斯基提出的公式基础上对其进行了修订，用公式表达即为{\displaystyle v=kQ^{\alpha }R^{\beta }},其中k代表经验系数、α、β代表与场地有关的衰减指数。2007年，罗正等人通过对上述两个公式的预测误差进行比较，退出了广义公式的预测震速与实测震速值的平均误差值比后者要小很多的结论。